# Jun Asuka
Jun Asuka (japanska: 明日賀 じゅん?, Asuka Jun) (född 16 september) är en japansk serieskapare född i Nagasaki med blodgrupp B.

## Biografi
Jun Asuka tilldelades år 2003 Nakayoshi shinjin mangashō (なかよし新人まんが賞? övers. Nakayoshis seriepris för nya serieskapare) för Koi suru uchūjin/alien (恋する宇宙人?) som hon debuterade med i 2003 års sommarnummer av serietidningen Nakayoshi lovely, utgiven av Kōdansha.